# علی‌آباد (ارنان)
علی‌آباد روستایی در دهستان ارنان بخش مرکزی شهرستان مهریز استان یزد ایران است.

## جمعیت
بر پایه سرشماری عمومی نفوس و مسکن در سال ۱۳۹۵ جمعیت این روستا ۳۶۹ نفر (۱۱۹خانوار) بوده‌است.